# Úřad pro přírodu a parky

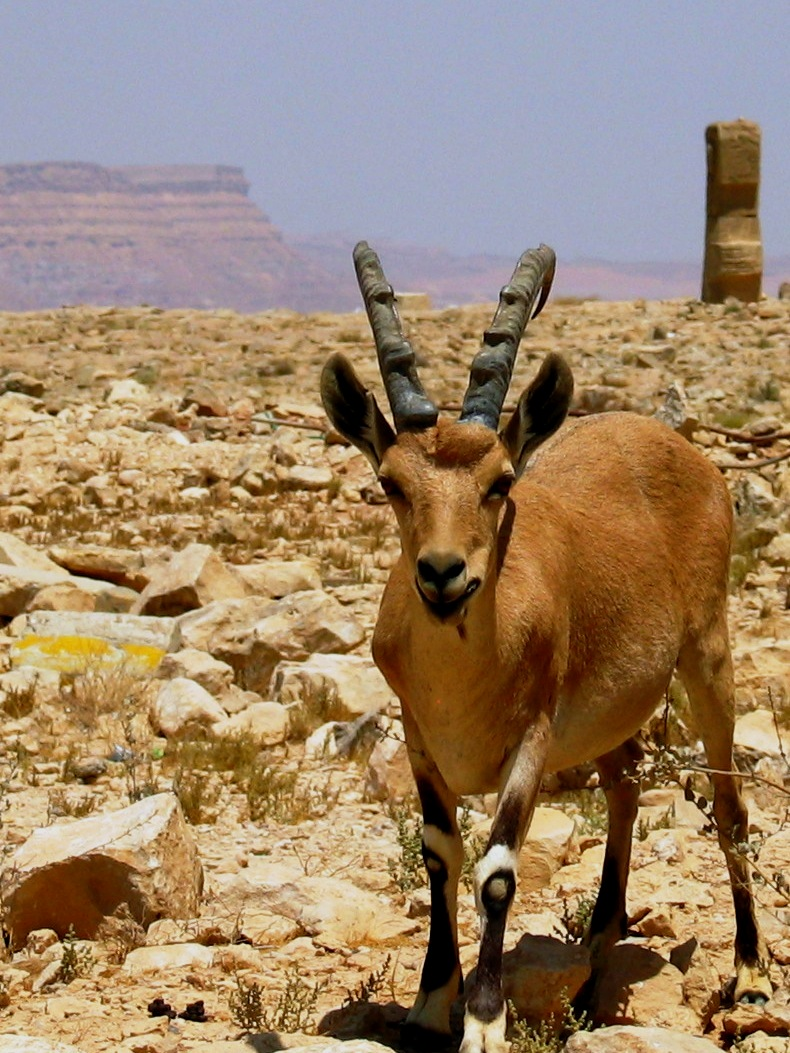
Kozorožec núbijský, který je i v emblému NNPPA

Úřad pro přírodu a parky (hebrejsky רשות הטבע והגנים, anglicky Israel Nature and National Parks Protection Authority, NNPPA) je izraelská vládní organizace, která spravuje izraelské přírodní rezervace a národní parky.

## Historie
Byl založen v dubnu 1998 poté, co se sloučily dvě organizace, které od roku 1964 tyto dva typy chráněných území spravovaly.
V roce 2012 se ředitelem úřadu stal Šaul Goldstein, dosavadní starosta Oblastní rady Guš Ecion.

## Oblasti
Úřad spravuje 41 národních parků a 13 přírodních rezervací. Všechny parky a rezervace se dělí do šesti hlavních oblastí:
- Golanské výšiny, Galilejské jezero a Galilea
- Dolní Galilea a údolí
- pohoří Karmel, pobřeží a centrální Izrael
- Judská poušť a Mrtvé moře
- Negev
- Ejlat a Vádí al-Araba